# Golfito (tổng)
Golfito là một tổng trong tỉnh Puntarenas, Costa Rica. Tổng này có diện tích 1753,96 km², dân số năm 2008 là 39699 người..